# إعادة توجيه يو آر إل
إعادة توجيه اليو آر إل (بالإنجليزية: URL redirection أو URL forwarding) هي طريقة لتوجيه المواقع إلى مواقع أخرى، كما تجعل صفحة الويب متوفرة تحت أكثر من موقع.

## طرق إعادة التوجيه
هناك عدة طرق لاعادة توجيه اليو آر إل، هذه قائمة لطرق التوجيه:
1 توجيه غير اوتوماتيكي: المستخدم يجب أن يضغط على رابط كي يعاد التوجيه
2 كود حالة اتش تي تي بي: ممكن ان يكون الكود 300، 301، 302، 303، و 307
3 استعمال سكريبت سيرفر سايد: لغات مثل بي إتش بي وبيرل
4 استعمال ملفإتش تي أكسيس: يستعمل فقط عند استخدام أباتشي
5 وسم الميتا في إتش تي إم إل أو عنوان إعادة تحديث إتش تي تي بي: مثلا <meta http-equiv="Refresh" content="0; url=http://www.example.com/">
- إعادة تحويل جافاسكريبت: لا يستخدم كثيرًا، غالبًا لأن بعض متصفحي الإنترنت لا يستوعبوا جافاسكريبت
- إعادة توجيه بواسطة اطار إتش.تي.إم.إل: مستعمل بكثرة، بغض النظر عن أن بعض متصفحي الويب لا يستوعبوه. تستعمله .tk